# Eliastjärnen, Lappland
Eliastjärnen är en sjö i Arjeplogs kommun i Lappland och ingår i Piteälvens huvudavrinningsområde.